# Norr-Dalkarlssjön
Norr-Dalkarlssjön är en sjö i Avesta kommun i Dalarna och ingår i Gavleåns huvudavrinningsområde. Sjön har en area på 0,349 kvadratkilometer och ligger 144,2 meter över havet. Sjön avvattnas av vattendraget Dalkarlssjöbäcken.

## Delavrinningsområde
Norr-Dalkarlssjön ingår i det delavrinningsområde (669445-153575) som SMHI kallar för Inloppet i Dammsjön. Medelhöjden är 152 meter över havet och ytan är 3,36 kvadratkilometer. Det finns inga avrinningsområden uppströms utan avrinningsområdet är högsta punkten. Dalkarlssjöbäcken som avvattnar avrinningsområdet har biflödesordning 4, vilket innebär att vattnet flödar genom totalt 4 vattendrag innan det når havet efter 82 kilometer. Avrinningsområdet består mestadels av skog (85 procent). Avrinningsområdet har 0,35 kvadratkilometer vattenytor vilket ger det en sjöprocent på 10,5 procent.